# Тверской диалект карельского языка

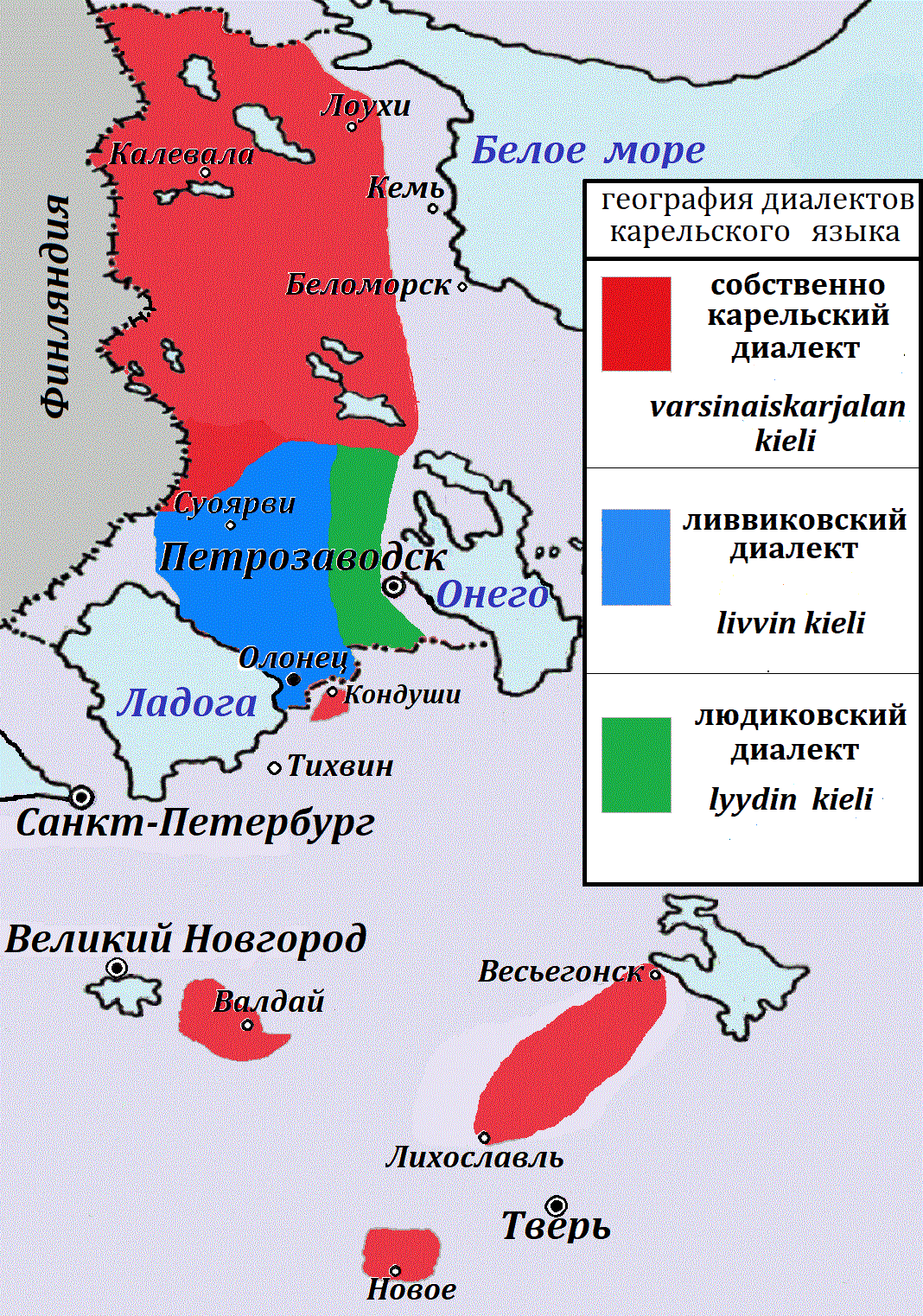
Территориальное распределение диалектов карельского языка

Тверской диалект карельского языка, тверской карельский (карел. tverin karielan kieli) — один из диалектов карельского языка, распространённый среди субэтнической группы тверских карел. Относится к южным диалектам собственно карельского наречия. Официальный язык Карельского национального округа, существовавшего в 1937—1939 годах.
Тверской диалект карельского преподаётся в Лихославльском педагогическом училище, факультативно в некоторых школах в местах компактного проживания карел, также организованы курсы в областном центре. С 1996 года издаётся газета «Karielan Sana», публикующая материалы в том числе и на тверском диалекте карельского языка. В 2011 году Обществом карельского языка началось издание журнала на карельском языке «Karjal Žurnualu» (в основном на ливвиковском диалекте, но собственно карельский и тверской также представлены).

## Происхождение
Происхождение тверского диалекта до настоящего времени достоверно не определено в силу неопределённости и самого происхождения тверских карел. Он относится к прибалтийско-финской ветви финно-угорской группы языков и классифицируется как агглютинативный язык. Благодаря длительному существованию в изоляции от большинства родственных языков и диалектов, тверской, в отличие от других языков и диалектов карел, сохранился в наиболее архаичной форме, вероятно являющейся наиболее близкой к общему протоязыку карел. В частности, в этом языке название Карелии произносится как Kariela, а не Karjala, как во всех остальных прибалтийско-финских языках. С другой стороны, по этой же причине, язык тверских карелов претерпел значительное влияние со стороны, в буквальном смысле, окружающего его русского языка, особенно в отношении словарного запаса. Также считается, что на формирование лексики тверского языка оказали влияние заимствования из языка средневековой егонской веси, в настоящее время полностью исчезнувшего.

## Письменность
Достоверных сведений о возникновении письменности у тверских карел не имеется, в XIX веке она уже существовала на основе кириллицы, в апреле 1930 года была введена письменность на основе латиницы.
Алфавит тверского диалекта, утверждённый Тверской региональной национально-культурной автономией в 1996 году:
| A a | B b | C c | Č č | D d | E e | F f | G g | H h | I i | J j |
| K k | L l | Ĺ ĺ | M m | N n | Ń ń | O o | P p | R r | Ŕ ŕ | S s |
| Š š | Ś ś | Z z | Ž ž | T t | T́ t́ | U u | V v | Ü ü | Ä ä | Ö ö |

В 2007 году Правительством Республики Карелия был утверждён новый алфавит карельского языка, единый для всех диалектов (с изменениями от 29.05.2014):
| A a | B b | C c | Č č | D d | E e | F f | G g | H h | I i |
| J j | K k | L l | M m | N n | O o | P p | R r | S s | Š š |
| Z z | Ž ž | T t | U u | V v | Y y | Ä ä | Ö ö | ʼ   |     |

## Субдиалекты и говоры
В составе тверского диалекта выделяются следующие говоры:
- зубцовский (дёржанский) говор
- максатихинский говор
- рамешковский говор
- лихославльский (толмачевский) говор
- весьегонский говор
- талдомский говор[источник не указан 1495 дней]

Основными говорами считаются толмачевский и весьегонский. Разница между ними заключается в произношении свистящих и шипящих согласных. На весьегонском говоре говорит лишь восточная половина карелов Весьегонского района. Весьегонский и Зубцовский (вымерший) говоры имеют ряд черт, свидетельствующих о присутствии в них вепсских составляющих, что сближает их с ливвиковским и людиковским диалектами карельского языка. Остальные тверские карелы разговаривают на говорах, близких к лихославльскому (толмачевскому).
Некоторые исследователи причисляют к тверским говорам также тихвинский и валдайский, официально считающиеся говорами южнокарельского диалекта собственно карельского языка. В российской лингвистике тверской диалект вообще не принято выделять из собственно карельского, иногда его считают говором карельского языка, в то время как часть финских лингвистов и некоторые из западных считают его самостоятельным языком.